# Damián Rodríguez
Damián Rodríguez Sousa (Ponteareas, 17 marzo 2003) è un calciatore spagnolo, centrocampista del Celta Vigo.

## Carriera
Rodríguez è cresciuto nel settore giovanile del Celta Vigo ed ha debuttato con la squadra riserve il 9 maggio 2021 in Segunda División B contro il Burgos. Il 17 marzo 2024 ha esordito in prima squadra nell'incontro di Primera División vinto 2-1 contro il Siviglia.

## Statistiche

### Presenze e reti nei club
Statistiche aggiornate al 15 maggio 2024.
| Stagione        | Squadra         | Campionato      | Campionato | Campionato | Coppe nazionali | Coppe nazionali | Coppe nazionali | Coppe continentali | Coppe continentali | Coppe continentali | Altre coppe | Altre coppe | Altre coppe | Totale | Totale | Totale |
| Stagione        | Squadra         | Comp            | Pres       | Reti       | Comp            | Pres            | Reti            | Comp               | Pres               | Reti               | Comp        | Pres        | Reti        | Pres   | Reti   |        |
| --------------- | --------------- | --------------- | ---------- | ---------- | --------------- | --------------- | --------------- | ------------------ | ------------------ | ------------------ | ----------- | ----------- | ----------- | ------ | ------ | ------ |
| 2022-2023       | Celta Vigo C    | SF              | 10         | 2          |                 | -               | -               |                    | -                  | -                  |             | -           | -           | 10     | 2      |        |
| 2020-2021       | Celta Vigo B    | SDB             | 1          | 0          |                 | -               | -               |                    | -                  | -                  |             | -           | -           | 1      | 0      |        |
| 2022-2023       | Celta Vigo B    | PF              | 24         | 2          |                 | -               | -               |                    | -                  | -                  |             | -           | -           | 24     | 2      |        |
| 2023-2024       | Celta Vigo B    | PF              | 29         | 1          |                 | -               | -               |                    | -                  | -                  |             | -           | -           | 29     | 1      |        |
| 2023-2024       | Celta Vigo      | PD              | 5          | 0          | CR              | 0               | 0               |                    | -                  | -                  |             | -           | -           | 5      | 0      |        |
| Totale carriera | Totale carriera | Totale carriera | 69         | 5          |                 | 0               | 0               |                    | -                  | -                  |             | -           | -           | 69     | 5      |        |